# Nacozari de García (Sonora)

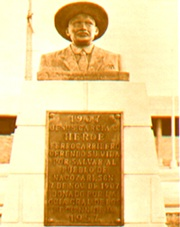
Busto di Jesus García a Nacozari

Nacozari de García è una municipalità dello stato del Sonora nel Messico settentrionale di 13.843 abitanti (2010) ed ha una estensione di 1.735,45 km², il cui capoluogo è la località omonima. La sede municipale e il centro cittadino, sono situati sulla Federal Highway 17, che collega Agua Prieta con Hermosillo. Nacozari e Aqua Prieta. distano circa 123 km, la quale oltre alla autostrada, anche via ferroviaria le due località sono collegate. La municipalità inoltre dispone di un piccolo aeroporto per velivoli leggeri. Il terreno essendo prevalentemente montuoso, fa parte della catena montuosa Sierra Madre Occidentale, grazie ad un bacino idrico denominato La Angostura sfocia nel Río Bavispe.

## Economia
La principale fonte economica della località, è la miniera di rame di Mina Mexicana de Cobre, che impiega una forza di lavoro di ben 3.012 uomini (cens. 2000). In secondo piano anche l'allevamento di bestiame ha una certa importanza, impiegando una forza di lavoro di 16.375 (cens. 2000), i vitelli vengono esportati negli Stati Uniti d'America.